# Операција Форстрат
Операција Шумар је била немачка акција у долини Ибра ради хватања четничког вође Драгољуба Михаиловића, који се тада са својим штабом скривао на планини Голији.

## Догађаји који су претходили операцији
Дража Михаиловић је стигао са својим штабом на Голију око 9. априла 1942. године, где је очекивао британску испоруку. Наредбом генерала Бадера од 10. априла 1942. године сви легализовани четници, Михаиловићеви и Пећанца, стављени су под команду немачких посадних дивизија, како би их ближе контролисали. Кад су Немци дознали из српских извора да се Михаиловић крије на Голији, 13. априла шаљу делове 739. пука из 717. дивизије да га ухвате, али се он 14. априла повлачи на југ. Гоњење је обустављено 17. априла после сазнања да је Дража Михаиловић прешао у италијанску окупациону зону. Два дана потом, он се враћа на Голију.
Недић је лично потписао наредбу за напад на Голију ради растурања побуњеничких чета. Напад ће извести Немци, Љотићевци и Недићеве трупе са четири стране. Напад ће водити немачки потпуковник Фрике. Повућиће се и јавити се доцније. Молим баците памфлете у округу Рашка, Ивањица, Чачак нападајући издајнички рад Недића и бомбардујте Голију и Нови Пазар следећих ноћи. Ђенерал Михаиловић.— Телеграм Драже Михаиловића председнику југословенске владе од 28. априла 1942. године
Дана 30. априла немачки генерал Бадер упозорава да Михаиловић хоће да преотме четнике верне влади:
 Знаци и извештаји говоре о томе да Михаиловић хоће да привуче четнике верне Влади. оне који му се у простору Новог Пазара нису хтели предати, у два маха је напао и разоружао.
Дана 9. маја 1942. године генерал Михаиловић је преко избегличке владе тражио бомбардовање војних циљева у Србији:
Потребно хитно бомбардовати војне циљеве овамо. У првом реду Савски мост код Београда, Борски рудник, Трепчу сем електричне централе, пристаниште Метковић и електричну централу Омиш. Умногоме би дигло морал наших људи у народу. Народ очекује то. Треба извршити народну жељу. Ђенерал Михаиловић.— Телеграм Драже Михаиловића председнику југословенске владе од 9. маја 1942. године

## Ток операције
Са поуздане стране обавештени смо Немци спремају напад на Голију са неколико дивизија. Груписани у Рашки, Краљеву, Чачку, Пожези и Ужицу и од Босне. У нападу учествоваће само Немци. Молим хитно објавите преко радиа ову намеру уз слово З и скрените пажњу да се народ чува и склони јер ће га одвести на рад у Немачку. Привремено прекинућемо везу. — Ђенерал Михаиловић.— Телеграм Драже Михаиловића председнику југословенске владе од 16. маја 1942. године
Акцију је, од 15. маја до 3. јуна 1942. године, изводила 7. чета за специјалну намену 800. пука „Бранденбург“ под командом капетана Милера, али без успеха.

## Након операције
Наредбом немачког генерала Бадера од 20. маја је забрањено примање нових четника у владине одреде. Команда Југоистока крајем маја 1942. године закључује да Србији више не прети опасност од Михаиловићевог покрета:
 Он ће вероватно постати активан кад наступи пораз било које врсте.
Генерал Михаиловић је почетком јуна са својом групом прешао у италијанску окупациону зону, Санџак и Црну Гору. Дана 13. јула 1942. године Дража Михаиловић је послао упутство Звонку Вучковићу, команданту Првог Равногорског корпуса, да створи његове обријане двојнике у Србији како би Немцима заварао траг.